# Macquarie River (Barwon River)

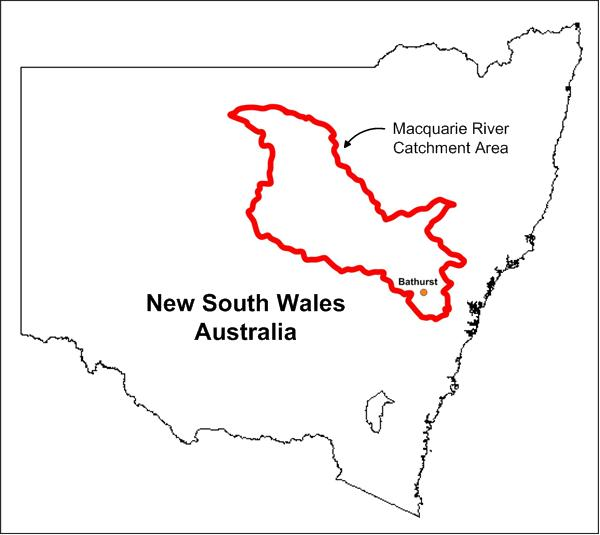
Einzugsbereich des Macquarie River

Der Macquarie River ist ein Fluss in der Mitte des australischen Bundesstaates New South Wales.

## Geografie

### Verlauf
Der Macquarie River ist 793 km lang und fällt von seiner Quelle bis zur Mündung 517 Meter.
Seine Quelle liegt im zentralen Hochland von New South Wales in der Nähe von Oberon bei White Rock in 671 m Höhe. Von dort fließt der Fluss nach Nordwesten durch die Städte Bathurst, Wellington, Dubbo, Narromine und Warren in die Macquarie Marshes. Die Macquarie Marshes entlassen ihr Wasser dann westlich von Walgett in den unteren Barwon River, einen Quellfluss des Darling River.
Der Lake Burrendong (346 m ü. M.) ist ein Stausee mit 1,19 km³ Inhalt in der Nähe von Wellington, der das Wasser des Macquarie River und seiner Nebenflüsse Cudgegong River und Turon River aufnimmt, um das Gebiet unterhalb vor Überflutungen zu schützen und zu bewässern.

### Nebenflüsse
Folgende Flüsse und Bäche münden in den Macquarie River (mit Mündungshöhe):
- Fish River – 670 m
- Winburndale Rivulet – 484 m
- Turon River – 406 m
- Tambaroora Creek – 398 m
- Pyramul Creek – 360 m
- Curragurra Creek – 351 m
- Cudgegong River – 342 m
- Triamble Creek – 342 m
- Wuuluman Creek – 302 m
- Bell River – 285 m
- Little River – 271 m
- Wambangalong Creek – 265 m
- Cumboogle Creek – 263 m
- Talbragar River – 257 m
- Mogriguy Creek – 257 m
- Whylandra Creek – 255 m
- Coolbaggie Creek – 246 m
- Brummagen Creek – 239 m
- Gin Gin Creek – 217 m
- Greenhide Creek – 209 m
- Bulla Bulla Creek – 202 m
- Five Mile Cowal – 187 m
- Marebone Break – 184 m
- Oxley Break – 171 m
- Bulgeraga Creek – 147 m
- Bora Channel – 138 m
- Marthaguy Creek – 124 m
- Castlereagh River – 121 m

### Flussübergänge
- Old Rail Bridge – Bathurst (stillgelegt)
- New Rail Bridge – Bathurst
- Evans Bridge – Bathurst
- Denison Bridge – Bathurst (erbaut 1869–1870). Sie ersetzte eine Brücke an gleicher Stelle, die bei der Überschwemmung 1867 fortgespült wurde[4]
- Rawsonville Bridge – Dubbo Holzfachwerkbrücke vom Dare-Typ, 1916 erbaut[5]
- Scabbing Flat Bridge – Holzfachwerkbrücke vom Dare-Typ, 1911 erbaut[5]
- Dundullimal Rail Bridge[6]

## Einzugsgebiet
Das Einzugsgebiet des Macquarie River ist 74.000 km² groß. Über 72 % des Landes sind flach, 17 % gewellt oder hügelig. Der Rest ist steil bis bergig und steigt langsam auf Höhen über 900 m an. Im Osten bildet die Great Dividing Range die Grenze von Oberon im Süden bis Coolah im Norden. Eine klar definierte Hügelkette erstreckte sich über 400 km nordwestlich der Great Dividing Range, dann wendet sich die Grenze nach Norden.
Von Bathurst am Oberlauf aus fließt der Fluss durch folgende geografische Gebiete:
- durch die Ebenen von Bathurst, welliges Land von ca. 700 m Höhe, allseitig von höherem Tafelland umgeben. Dies beinhaltet auch eine extensive Flutebene um Bathurst.
- am Plateau von Hill End vorbei, wo der Turon River einmündet. Der Fluss entwässert ein Plateau, das sich von der Nähe von Portland bis nach Sofala erstreckt. Es erhebt sich auf ca. 1000 m im Süden und auf ca. 700 m im Norden und besteht vornehmlich aus zerfurchten Hängen.
- Burrendong-Stausee. Hier mündet der Cudgegong River ein, der bei Rylstone auf einer Höhe von ca. 700 m entspringt.
- durch Wellington und Dubbo. Hier fließen der Bell River und der Little River zu. Der Bell River entspringt auf dem gewellten Plateau von Orange mit einer Höhe von ca. 900 m, wobei der höchste Punkt der erloschene Vulkan Mount Canobolas mit 1400 m ist. Zwischen Wellington und Dubbo zeigen sich ausgedehnte flache Zonen.
- Nördlich von Dubbo mündet der Talbragar River, der wichtigste Nebenfluss des Mittellaufes, ein. Dieser Fluss entspringt im Bergland an der Schnittstelle von Great Dividing Range und Warrumbungle Range. Das Land, das der Talbragar River durchfließt, ist weit und flach und wird von Hügeln umrahmt, die abflachen, sobald das Tal Dubbo erreicht.
- Nördlich von Dubbo fließt der Macquarie River nach Nordwesten durch flaches Land nach Narromine und Warren. Ein komplexes System von Flutkanälen verbindet ihn mit dem Bogan River und dem Darling River.
- Die Macquarie Marshes, ein großes Feuchtgebiet, liegen am Ende des Flusskanals. Bei Carinda mündet der Marthaguy Creek ein und entwässert ein Gebiet von 6500 km². Bei Wasserhochstand bildet er einen Überlauf für den Macquarie River und den Castlereagh River.

Die Regenfälle variieren über den Einzugsbereich des Macquarie River, wobei die Gipfel und Tafelländer wegen der Abschattung der umgebenden Gebirge höhere Regenmengen abbekommen. Die Great Dividing Range erhält im Jahresmittel 750–900 mm Regen, der sich relativ gleichmäßig über das Jahr verteilt. Wo Einschartungen in der Great Dividing Range feuchte Ostwinde weiter ins Land strömen lassen, liegt die jährliche Regenmenge bei 750 mm und mehr weiter im Westen. Weiter nordwestlich im Mittellauf des Flusses und um Castlereagh fallen nur ca. 300–400 mm Regen im Jahr.
Die Regenfälle können von Jahr zu Jahr deutlich differieren. Es kann mehr das Doppelte oder auch nur weniger als die Hälfte der gewöhnlichen jährlichen Regenmenge fallen. Die Verdunstung variiert von 1000 mm südöstlich von Bathurst bis auf über 2000 mm bei Bourke.

## Statistik
| Gesamtfläche                           | 12.300 km²       |
| Gesamtes Rückhaltevolumen              | 1,55962 km³      |
| Gesamtverbrauch des Oberflächenwassers | 0,40684 km³/Jahr |
| Entwicklungskategorie                  | überentwickelt   |
| Mittlere jährliche Drainage            | 0 km³/Jahr       |

## Geschichte

### Vor der europäischen Einwanderung
Die Wiradjuri waren die ersten Einwohner im Einzugsbereich des Macquarie River. Sie nannten den Fluss Wambool. Der bekannte Wiradjuri-Krieger Windradyne kam vom Oberlauf des Macquarie River und wurde 1829 bei einer Stammesschlacht am Fluss tödlich verwundet.
Bei Carinda zwischen dem Macquarie River und dem Marra Creek fand man an einem alten See, der als Cuddie Springs bekannt war, die ältesten Hinweise der Welt auf das Backen von Brot (ca. 30.000 Jahre alt).

### Europäische Einwanderung
Der Oberlauf des Macquarie River wurde 1813 erstmals von Europäern gesichtet und wurde nach dem damaligen Gouverneur von New South Wales, Lachlan Macquarie, benannt. 1813 schrieb George Evans in sein Tagebuch:

„Dienstag, 30. November 1813: Endlich habe ich nach einem Marsch von 2 Meilen die Hügelkette erreicht, die ich so dringend erreichen wollte, und hatte einen weiten Ausblick nach Norden. Dunst stieg von einem Gebiet in ca. 20 Meilen Entfernung auf, das ich für einen Fluss oder eine große Lagune halte.

Donnerstag, 9. Dezember 1813: Ich benannte den Hauptstrom ‚Macquarie River‘“

- 1817–1818 John Oxley folgte dem Lachlan River und dem Macquarie River
- 1828 Charles Sturt bestätigte, dass der Macquarie River im Marschland endet, und entdeckte den Darling River.[13]

## Bewässerung
Der Einzugsbereich des Macquarie River ist eine regulierte Water Management Area und enthält sowohl private als auch öffentliche Bewässerungsanlagen:
- Narromine – Trangie
- Buddah Lakes
- Tenandra
- Trangie – Nevertire
- Nevertire
- Marthaguy

## Überschwemmungen

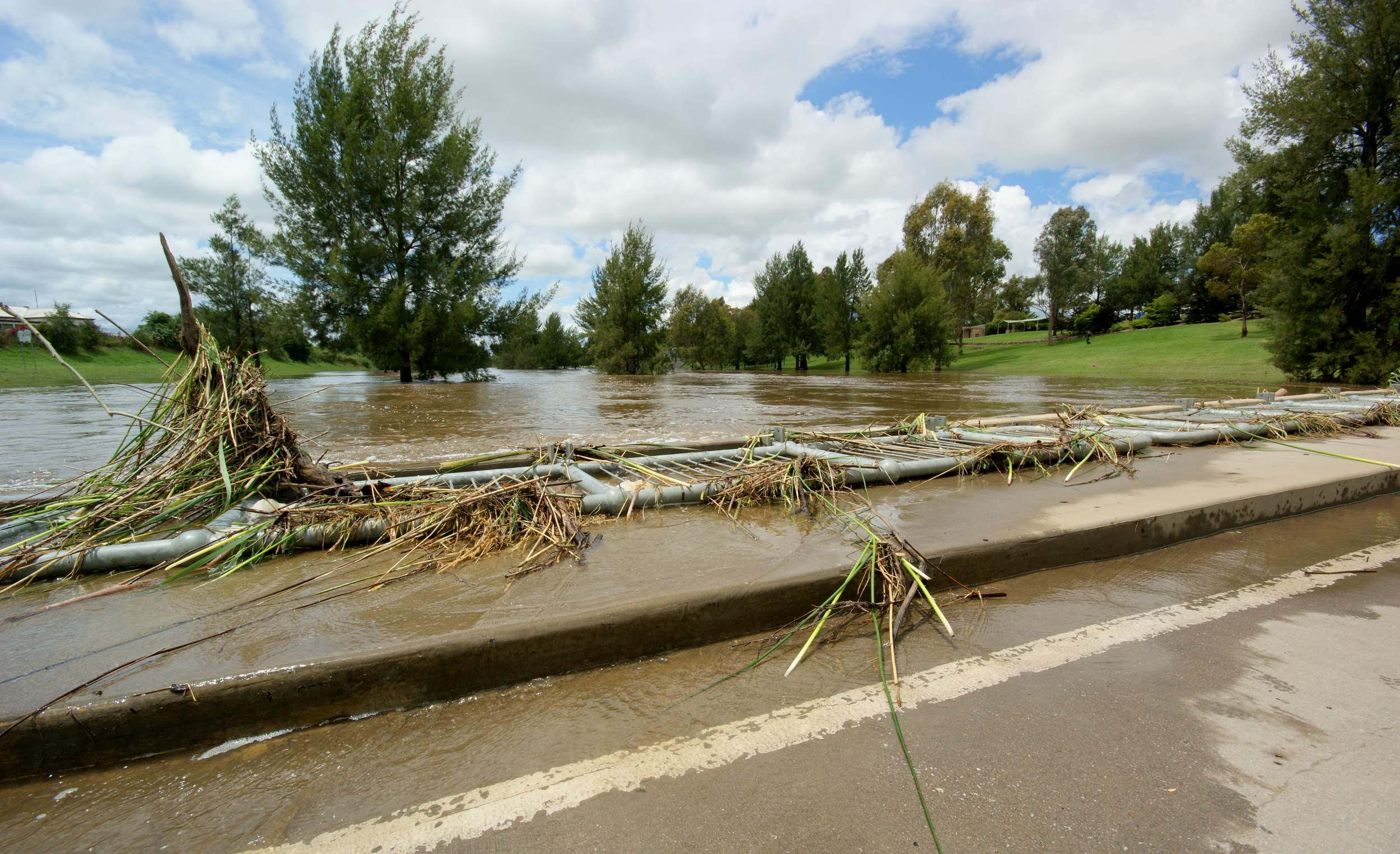
Schutt an der Low Level Bridge in Bathurst

Am Macquarie River kommen häufiger Überschwemmungen vor; einige wichtige sind in der Folge aufgelistet. Nach heftigen Überschwemmungen kann Wasser über die Macquarie Marshes in das Barwon-Darling-Flusssystem oberhalb Brewarrina laufen:
- 1867: Zerstörerische Fluten spülen die Denison Bridge in Bathurst weg.[4]
- 1955: Gefährliche Überschwemmung am Macquarie River und anderen Flusssystemen.
- 1998: Große Überschwemmung, die den Anbau von Baumwolle und Gemüse beeinträchtigte
- 2010: Im November / Dezember große Überschwemmung im Unterlauf nach heftigen Regenfällen im gesamten Osten Australiens[16]

## Erholung und Freizeit
Freizeitaktivitäten gibt am gesamten Flusslauf entlang, insbesondere in den Städten an seinen Ufern:
- Fischen – Folgende Süßwasserfische findet man im Macquarie River: Bachforellen, Karpfen, Welse, die Dorschbarsche Macquaria ambigua (engl. golden perch), Maccullochella peelii (Murray cod) und Maccullochella macquariensis (trout cod), Regenbogenforellen, Flussbarsche, den Tigerfisch Bidyanus bidyanus (silver perch) und Großkrebse (Parastacidae).[1]
- Lake Burrendong – ein großer Stausee, der bei Wassersportlern sehr beliebt zum Wasserskifahren, Jetskifahren, Segeln und Bootfahren ist.
- Parks – in Bathurst liegt am Ufer der Bi-Centennial Park, in dem man picknicken, Radfahren oder an Veranstaltungen teilnehmen kann.